# Passarela Nego Quirido
 (août 2025).
 (octobre 2023).
La Passarela Nego Quirido, officiellement Passarela Nego Querido , est le sambodrome de Florianópolis. Il est situé dans le quartier de Prainha.
Le local est ouvert en 1989 sous la direction du maire Edison Andrino . Son nom original est Passarela Pedro Medeiros, en l'honneur du conseiller municipal Pedro Medeiros . Cependant, on a ensuite préféré rendre hommage à quelqu'un qui avait une relation directe avec le Carnaval, c'est pourquoi le podium a été nommé en l'honneur du Juventino João dos Santos Machado, un danseur de samba de la ville, fondateur de l'école de samba Copa Lord.
La création de ce sambodrome est associée à une plus forte institutionnalisation du carnaval de Florianópolis.